# Aleksandr Soukhoroukov
Aleksandr Nikolaïevitch Soukhoroukov (en russe : Александр Николаевич Сухоруков), né le 22 février 1988 à Oukhta (république des Komis), est un nageur russe de nage libre qui a remporté la médaille d’argent du relais 4 × 200 m aux Jeux olympiques d'été de 2008.

## Palmarès

### Jeux olympiques
Il participe aux Jeux olympiques d'été de 2008 qui se tiennent à Pékin et obtient, avec l'équipe de Russie, la médaille d'argent du 4 × 200 m nage libre, derrière les États-Unis.
| Médaille | Compétition                   | Épreuve              | Temps        | Lieu          | Date         |
| Argent   | Jeux olympiques d'été de 2008 | 4 × 200 m nage libre | 7 min 3 s 70 | Pékin (Chine) | 13 août 2008 |

### Championnats du monde
| Médaille | Compétition                       | Épreuve              | Temps         | Lieu                     | Date             |
| Or       | Ch. du monde en petit bassin 2008 | 4 × 100 m 4 nages    | 3 min 24 s 29 | Manchester (Royaume-Uni) | 13 avril 2008    |
| Or       | Ch. du monde en petit bassin 2010 | 4 × 200 m nage libre | 6 min 49 s 04 | Dubai (UAE)              | 19 décembre 2010 |
| Argent   | Championnats du monde 2009        | 4 × 100 m nage libre | 3 min 09 s 52 | Rome (Italie)            | 2 août 2009      |
| Argent   | Championnats du monde 2009        | 4 × 200 m nage libre | 6 min 59 s 15 | Rome (Italie)            | 31 juillet 2009  |
| Argent   | Championnats du monde 2013        | 4 × 200 m nage libre | 7 min 3 s 92  | Barcelone (Espagne)      | 2 août 2013      |
| Argent   | Championnats du monde 2015        | 4 × 100 m nage libre | 3 min 11 s 19 | Kazan (Russie)           | 2 août 2015      |
| Bronze   | Championnats du monde 2013        | 4 × 100 m nage libre | 3 min 11 s 14 | Barcelone (Espagne)      | 28 juillet 2013  |

### Championnats d'Europe
| Médaille | Compétition                | Épreuve              | Temps         | Lieu                 | Date         |
| Or       | Championnats d'Europe 2010 | 4 × 100 m nage libre | 3 min 12 s 46 | Budapest (Hongrie)   | 15 août 2010 |
| Or       | Championnats d'Europe 2010 | 4 × 200 m nage libre | 7 min 6 s 71  | Budapest (Hongrie)   | 15 août 2010 |
| Argent   | Championnats d'Europe 2008 | 4 × 200 m nage libre | 7 min 11 s 70 | Eindhoven (Pays-Bas) | 24 mars 2008 |

## Records

### Record du monde
Alexander Soukhoroukov établit, avec l'équipe de Russie, le record du monde du 4 × 200 m nage libre en petit bassin à l'occasion des 10e championnats du monde en petit bassin qui se sont tenus à Dubai. L'équipe réalise un temps de 6 min 49 s 04, battant de près de 2 s le précédent record détenu par l'équipe du Canada en 6 min 51 s 05 établi le 7 août 2009 à Leeds. Elle était composée des nageurs suivants : Nikita Lobintsev 1 min 42 s 10, Danila Izotov : 1 min 42 s 15, Evgeny Lagunov, 1 min 42 s 32, Alexander Soukhoroukov, 1 min 42 s 47. Les deux premières équipes descendent sous les 6 min 50 s.
| 4 × 200 m nage libre | 6 min 49 s 04 | 10e Championnats du monde en petit bassin | Dubai (EAU) | 16 décembre 2010 |

### Record des championnats du monde
Alexander Soukhoroukov établit, avec l'équipe de Russie, le record des championnats du monde en petit bassin du 4 × 100 m nage libre en petit bassin à l'occasion des 9e championnats du monde en petit bassin qui se sont tenus à Manchester en 2008. L'équipe réalise un temps de 3 min 24 s 29. Alexander Soukhoroukov nage en dernière position le 100 m en 46 s 40.
| 4 × 100 m 4 nages | 3 min 24 s 29 | 13e Championnats du monde | Manchester (R-U) | 13 avril 2008 |

### Record d'Europe
Alexander Soukhoroukov établit, avec l'équipe de Russie, le record d'Europe du 4 × 100 m nage libre en grand bassin à l'occasion des championnats d'Europe 2009 qui se sont tenus à Rome. L'équipe réalise un temps de 6 min 59 s 15. Alexander Soukhoroukov nage le dernier 200 m en 1 min 44 s 15.
| 4 × 200 m nage libre | 6 min 59 s 15 | 13e Championnats du monde | Rome (ITA) | 31 juillet 2009 |

### Record des championnats d'Europe
Alexander Soukhoroukov établit, avec l'équipe de Russie, le record des championnats d'Europe du 4 × 200 m nage libre en grand bassin à l'occasion des championnats d'Europe 2010 qui se sont tenus à Budapest. L'équipe réalise un temps de 6 min 59 s 15. Alexander Soukhoroukov nage le dernier 200 m en 1 min 47 s 06.
| 4 × 200 m nage libre | 7 min 6 s 71 | 13e Championnats du monde | Budapest (HON) | 14 août 2010 |

## Meilleurs temps personnels
Les meilleurs temps personnels établis par Alexander Soukhoroukov dans les différentes disciplines sont détaillés ci-après.
| Épreuve                | Temps         | Compétition                          | Lieu              | Date             |
| 50 m nage libre        | 21 s 89       | Championnats de Russie               | Saint-Pétersbourg | 9 février 2009   |
| 100 m nage libre       | 46 s 70       | Coupe Vladimir Salnikov's            | Saint-Pétersbourg | 19 décembre 2009 |
| 200 m nage libre       | 1 min 42 s 06 | Coupe Vladimir Salnikov's            | Saint-Pétersbourg | 20 décembre 2009 |
| 400 m nage libre       | 3 min 57 s 41 | FINA: World Cup No 6 - 2004/2005 ... | Moscou            | 26 janvier 2005  |
| 100 m 4 nages          | 55 s 75       | Northwest Federal District's ...     | Saint-Pétersbourg | 15 octobre 2009  |
| 50 m nage libre Lancé  | 21 s 06       | Championnats d'Europe                | Rijeka (CRO)      | 14 décembre 2008 |
| 100 m nage libre Lancé | 46 s 40       | Ch. du monde 2008 en petit bassin    | Manchester (GBR)  | 13 avril 2008    |
| 200 m nage libre Lancé | 1 min 42 s 47 | Ch. du monde 2010 en petit bassin    | Dubaï (UAE)       | 16 décembre 2010 |

| Épreuve                | Temps         | Compétition                    | Lieu       | Date            |
| 50 m nage libre        | s             | Championnats open de Russie    | Moscou     | 8 juin 2008     |
| 100 m nage libre       | 49 s 02       | Championnats open de Russie    | Moscou     | 30 avril 2009   |
| 200 m nage libre       | 1 min 46 s 63 | Championnats open de Russie    | Moscou     | 27 avril 2009   |
| 800 m nage libre       | 8 min 25 s 33 | Championnats d'hiver de Russie | Samara     | 24 mars 2005    |
| 100 m papillon         | 58 s 12       | Championnats junior de Russie  | Volgograd  | 26 mai 2006     |
| 100 m nage libre lancé | 47 s 39       | Championnats du monde          | Rome (ITA) | 26 juillet 2009 |
| 200 m nage libre lancé | 1 min 44 s 15 | Championnats du monde          | Rome (ITA) | 31 juillet 2009 |